# Simón Bolívar (Caroní)
Pour les articles homonymes, voir Simón Bolívar et Bolívar.
Simón Bolívar est l'une des onze paroisses civiles de la municipalité de Caroní dans l'État de Bolívar au Venezuela. Sa capitale est Ciudad Guayana, chef-lieu de la municipalité et conurbation de plusieurs villes dont elle constitue une division au nord et notamment de San Félix, sur la rive sud du fleuve Orénoque. À ce titre, elle abrite les quartiers centraux de San Félix, notamment le siège de la municipalité, la paroisse-sanctuaire de l'Immaculée-Conception, l'amphithéâtre Miranda sur la place du même nom et le port de Palua sur le fleuve.

## Géographie

### Situation
La paroisse civile est située centre-nord de la municipalité de Caroní.

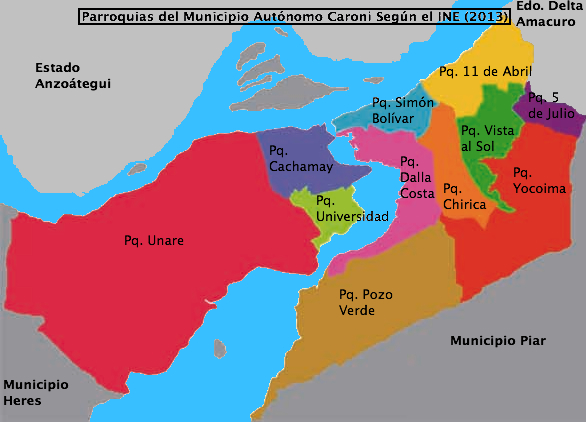
Carte des paroisses civiles de la municipalité de Caroní.

### Hydrographie
L'espace bâti de la paroisse civile est située au sud-est du confluent du río Caroní et de l'Orénoque, fleuve dans le lit duquel se trouve également les îles inhabitées de Playa Colorada, Providencia, Fajardo et celle habitée de Los Frailes, toutes situées sur le territoire paroissial.

### Démographie
Paroisse urbaine de Ciudad Guayana, Simón Bolívar est divisée en plusieurs quartiers de la ville de San Félix :
- 5 de Julio
- Angosturita I (Antenna)
- Antonio José de Sucre
- Barrio El Rinconcito
- Centro de San Félix (le « centre » de San Félix)
- El Gallo
- Isla Los Frailes
- La Boca
- La Esperanza
- La Laja
- La Unidad
- Las Delicias del Roble
- Las Parcelas del Roble
- Los Alacranes
- Manoa
- Manuel Cedeño
- Moreno de Mendoza
- Palua
- Pinto Salinas
- San Rafael
- Urbanización Simón Bolívar